# Christian Mortensen
Thomas Peter Thorvald Kristian Ferdinand Mortensen, noto come Christian Mortensen (Skårup, 16 agosto 1882 – San Rafael, 25 aprile 1998), è stato un supercentenario danese naturalizzato statunitense, 
vissuto 115 anni e 252 giorni.
Al momento della sua morte era l'uomo più longevo di cui si avesse avuto notizia certa, mantenendo il primato sino al 28 dicembre 2012, giorno in cui Jirōemon Kimura sorpassò la sua età. Fu anche il primo essere umano di sesso maschile a raggiungere i 115 anni, nel 1997. Tra le persone più longeve di tutti i tempi occupa il quarantesimo posto.
Mortensen risulta battezzato nella parrocchia di Fruering il 26 dicembre 1882. Oltre al certificato di battesimo sono presi in considerazione quello della cresima (1896) e i censimenti danesi degli anni 1890 e 1901.

## Biografia

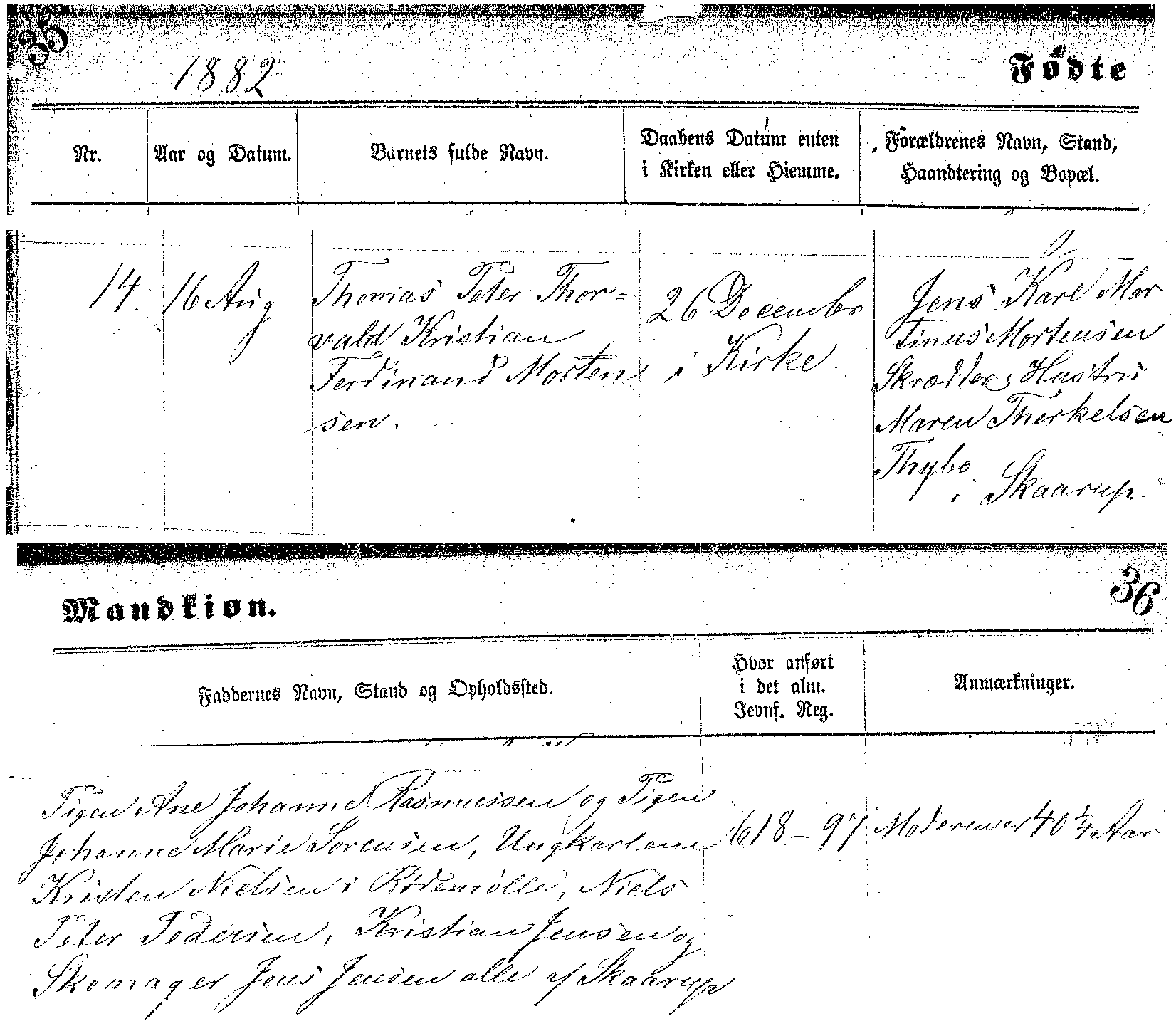
Certificato di nascita di Christian Mortensen.

Christian Mortensen nacque in una famiglia di sarti nel villaggio di Skårup, vicino alla città di Svendborg, in Danimarca, il 16 agosto 1882. Iniziò a lavorare come apprendista sarto a 16 anni,  nel 1898, divenendo successivamente un bracciante agricolo.
Emigrò negli Stati Uniti d'America nel 1903, a 20 o 21 anni;
qui esercitò vari mestieri, abitando in numerosi stati come sarto. Successivamente si stabilì tuttavia a Chicago, dove aveva alcuni parenti. Christian Mortensen fece il lattaio, il ristoratore ed anche l'operaio, venendo assunto dalla Continental Can Company (CCC). Nel continente americano si sposò, ma dopo meno di 10 anni di matrimonio divorziò da sua moglie, dalla quale non ebbe figli.
Nel 1950, ormai 68enne, si trasferì, nel suo ritiro dalla vita lavorativa, presso la Baia di Galveston, nel Texas. Oltre 28 anni più tardi, all'età di quasi 96 anni, Christian Mortensen si recò ad abitare a San Rafael, California, in una casa di riposo locale. Più tardi affermò di aver raggiunto la residenza (Aldersly Retirement Community) in bici; qui avrebbe passato i suoi ultimi 20 anni.
Divenne l'uomo più longevo vivente negli Stati Uniti il 14 giugno 1993, all'età di 110 anni e 302 giorni, dopo la morte del 113enne Frederick Frazier. L'anno seguente, al decesso dello spagnolo Josep Armengol, avvenuto il 20 gennaio 1994 (Christian Mortensen aveva all'epoca 111 anni e 157 giorni), ereditò il titolo di Decano maschile dell'umanità.
In occasione dei suoi 113 anni, ormai divenuto celebre, venne visitato da numerosi studiosi (tra i quali James Vaupel); fu in particolare grato per il dono da loro ricevuto, un pacco di sigari danesi, da lui sempre consumati ed apprezzati. Egli, infatti, in alcune occasioni fumava, sostenendo che se praticata con moderazione suddetta azione non fosse particolarmente nociva alla salute. Praticava una dieta prevalentemente vegetariana. Nei suoi ultimi anni Christian Mortensen divenne cieco, trascorrendo larga parte del suo tempo su una sedia a rotelle ad ascoltare la radio.
Nella sua ultima vecchiaia i ricordi del più lontano passato erano per lui facilmente rievocabili, ma aveva notevoli difficoltà con quelli più recenti.
In occasione del suo ultimo e 115º compleanno dichiarò quale fosse il suo segreto di longevità: 
Christian Mortensen morì il 25 aprile 1998, nella casa di riposo in cui risiedeva dal 1978, all'età di 115 anni e 252 giorni.
Rimane l'emigrato maschio più longevo (superato solo, nella classifica generale, dall'italiana Dina Manfredini), e rimane tuttora l'uomo più longevo degli Stati Uniti, il nativo danese più longevo e l'emigrato danese e l'immigrato maschile statunitense più longevo.